# 克里斯蒂安娜·卡肖利
克里斯蒂安娜·卡肖利（義大利語：Cristiana Cascioli，1975年8月10日—），意大利前女子击剑运动员。她曾代表意大利参加2000年和2004年夏季奥林匹克运动会击剑比赛，均未能收获奖牌。